# Claudia Schmacke
Claudia Schmacke (* 1963 in Witten) ist eine deutsche Installationskünstlerin, Bildhauerin und Dozentin an einer Kunsthochschule.

## Leben
Claudia Schmacke studierte von 1983 bis 1989 Kunst mit Schwerpunkt Keramik an der Gesamthochschule Kassel (heute Kunsthochschule Kassel) und der Gerrit Rietveld Academie, Amsterdam. 1986 war sie Gaststudentin an der HdK (heute UdK) Berlin. Schmacke studierte anschließend von 1989 bis 1992 an der Kunstakademie Düsseldorf bei Fritz Schwegler. Seit 1998 ist sie Dozentin für Modellieren/Keramik an der Kunstakademie Düsseldorf. Parallel hierzu lehrte sie als Gastdozentin an der Kunstakademiet i Trondheim, der Statens Kunstakademi Norge in Oslo, der Rhode Island School of Art and Design in Providence und der Washington University in St. Louis. In den Jahren 2019 bis 2022 war sie Dozentin beim Labor der Künste/Kolleg der Künste, Palazzo Ricci, Montepulciano. Schmacke lebt und arbeitet in Berlin.

## Ausstellungen

### Einzelausstellungen (Auswahl)
- 1993: Galerie Patricia Dorfmann, Paris (mit Renate Koch)

- 1995: Diagonal der Zeit, Goethe-Institut, Oslo (mit John-Øivind Eggesbø)
- 1996: Unge Kunstneres Samfund, Oslo
- 1996: Kunstverein, Drensteinfurt
- 1997: Une heure d’eau, Galerie Patricia Dorfmann, Paris
- 1997: Westfälisches Landesmuseum, Münster (mit Danuta Karsten)
- 1997: Voor een Publiek, EI Huis/Experimental Intermedia, Ghent
- 1998: Kunstverein Köln rechtsrheinisch, Köln
- 1999: Locker Plant, Chinati Foundation, Marfa/Texas
- 2000: Kentler International Drawing Space, New York
- 2000: Artothek Köln
- 2001: Moltkerei, Köln
- 2001: Kunstverein Recklinghausen, Recklinghausen
- 2002: BBK, Köln, Ausstellung der Vordemberge-Förderpreisträger der Stadt Köln (mit Rosa Barba)
- 2003: Canos d’Água, Museu di Arte Sacra do Pará, Belém, Brasilien
- 2003: Goethe-Institut, Salvador-Bahia
- 2003: Plane Space Gallery, New York (und 2005 & 2008)
- 2005: Wasserwerke, Nassauischer Kunstverein, Wiesbaden
- 2005:  Orangerie, Schloss Rheda-Wiedenbrück, Rheda-Wiedenbrück
- 2005: Nagare, Kyoto University of Art and Design, Kyoto
- 2007: Umbilicus, Galerie Rebecca Container, Genua[3]
- 2010: Casa di Goethe[4], Rom (mit Anke Becker)
- 2009: Art on Site, National Center for Contemporary Arts, Nischni Nowgorod, Russland (mit Robert Scheipner)
- 2009: Currents 103, Saint Louis Art Museum, St. Louis
- 2010: liquid area/Mapping the Region im Rahmen von Ruhr.2010, Flottmann-Hallen, Herne (mit Matthias Schamp)
- 2019: Current, Artloft, Berlin
- 2021: Nach dem Regen wird die Erde hart[5], Japanisch-Deutsches Zentrum Berlin (mit Naomi Akimoto)
- 2021: Umzug in Offene, Standortbestimmung 5/7, Studio155, Münster (mit Bea Otto)

### Gruppenausstellungen (Auswahl)
- 1989 Forum Junger Kunst, Kunsthalle zu Kiel, Städtische Galerie Wolfsburg, Museum Bochum
- 1992 Mohamed El-Baz, Pierre-Jean Giloux, Elisabeth-Jane Grose, Claudia Schmacke, Galerie Medium, Bratislava
- 1994 De création contemporaine, Astrolabe, La Rochelle
- 1994 Projekt I Gamlebyen, Oslo
- 1994 60 rooms with a view, Hilton Hotel, Amsterdam
- 1995 ad HOK, Henie-Onstad-Kunstsenter, Høvikodden
- 1998 Speelhoven, Aarschot
- 1999 Strategie und Spiel, Galerie Münsterland; Emsdetten
- 2000 Still Living, Smart Project Space, Amsterdam
- 2000 Internationaler Kunstpreis, Kunstverein Hürth
- 2000 Raumbezogene Projekte, Kunstverein Gelsenkirchen
- 2000 East International and Riverside, Norwich Gallery, Norwich
- 2000 Trajectories, Smack Mellon, New York
- 2001 BrückenMusik VII,[6] Johannes Fritsch, Rolf Julius, Claudia Schmacke, Deutzer Brücke, Köln
- 2001 12 Views, The Drawing Center, New York
- 2001 Photoimage, Goethe-Institut, New York
- 2001 Stadt Landschaft Fluss, Neuer Kunstverein Aschaffenburg
- 2002 Looking in, Lower Manhattan Cultural Council, New York
- 2003 A River Half Empty, The Aldrich Contemporary Art Museum, Ridgefield
- 2004 Die Werft, Galerie Münsterland, Emsdetten
- 2004 First International Lodz Biennale. The critics choice, Lodz
- 2005 Overtures – am Wasser, Gasteig, München
- 2006 Westfälische Kulturarbeit, Westfälisches Landesmuseum, Münster
- 2007 Vorgebirgsparkskulptur - Grünfläche,[7] Vorgebirgspark, Köln
- 2007 Rolli Contemporanei, Palazzo De Marini Croce, Genua
- 2008 Art for Art’s Shake. La contaminazione dello spazio III Edizione: Time Zone, Torre Prendiparte, Bologna
- 2009 Art on Site im Rahmen der 3. Moskau Biennale, National Center for Contemporary Arts (NCCA), Moskau
- 2010 DEW Kunstpreis, Museum für Kunst- und Kulturgeschichte, Dortmund
- 2010 Energische Vorhersagen, Umweltbundesamt, Berlin
- 2010 Mittärmeri? – What‘s up sea · Rauma Biennale Balticum 10, Rauman Taidemuseo, Rauma
- 2010 Gabriele Münter Preis, Martin-Gropius-Bau, Berlin und Frauenmuseum Bonn[8]
- 2011 Site, Kunstraum, Waschhaus Potsdam
- 2012 The fourth state of water: From micro to macro, Centre of Contemporary Art, Torun
- 2012 Kunst bewegt Räume, Künstlerzeche Unser Fritz, Herne
- 2014 Kunstverein Recklinghausen · 25 Jahre, Kunsthalle Recklinghausen
- 2015 Blue moon, Kunsthalle HGN, Duderstadt
- 2015 Neue enden, Kunstverein Kassel im Fridericianum, Kassel
- 2016 Art Dialogue/Interspace, Galerie Klatovy, Klenova
- 2016 Neue enden II, Gerson Höger Galerie, Hamburg
- 2017 Herzstücke, Galerie Münsterland, Emsdetten
- 2019 Freie Zimmer, Hugenottenhaus, Kassel
- 2021 Doppelzimmer, Hugenottenhaus, Kassel
- 2022 Erste Hilfe · First aid, Hugenottenhaus, Kassel

## Kunst im öffentlichen Raum
- Undine im Rahmen von Lichtpromenade Lippstadt, Lippstadt, realisiert 2005[9]
- Phiole, Stavanger, 1. Preis beim Wettbewerb Sjøparken · Stavanger 2008, realisiert 2011[10]
- Probe im Rahmen von Kunst bewegt Räume, Kunstverein Gelsenkirchen, realisiert 2012 (temporäres Projekt)[11]
- Erscheinen – Verschwinden, Teil des Kunstprojektes Über Wasser gehen, Unna-Massen, realisiert 2013[12]

## Stipendien und Preise
- 1990 Reisestipendium des Deutschen Akademischen Austauschdienstes (DAAD) für Italien
- 1992 Pépinières européennes Stipendium für mehrmonatigen Arbeitsaufenthalt in Bratislava
- 1997 GWK Kunst-Förderpreisträgerin[13]
- 1999 Chinati Foundation, Marfa gefördert durch ein Stipendium des Ministeriums für Familie, Kinder, Jugend, Kultur und Sport, NRW[14]
- 2000 International Studio & Curatorial Program (iscp), New York[15] gefördert durch ein Stipendium der GWK Münster
- 2001 The Bemis Foundation of Contemporary Art, Omaha gefördert durch ein Stipendium des John Anson Kittredge Educational Fund, Cambridge
- 2001 Artist in Residence, Art Omi, Ghent[16]
- 2002 Preisträgerin Friedrich Vordemberge-Stipendium der Stadt Köln[17]
- 2002 Smack Mellon Studios, New York
- 2004 Stipendium der Kunststiftung NRW für Arbeitsaufenthalt in der Villa Triunfo, Rio di Janeiro
- 2005 International Research Center for Contemporary Art (IRCCA) gefördert durch Stipendium der Kyoto University of Art and Design
- 2006 DaimlerChrysler-Stipendium der Casa di Goethe, Rom[18]
- 2008 Henry and Natalie E. Freund Fellowship der Washington University, St. Louis[19]
- 2010 DEW Kunstpreis, Museum für Kunst- und Kulturgeschichte, Dortmund
- 2011 KWW-Stipendium, Stiftung Künstlerdorf Schöppingen
- 2013 Djerassi Foundation, Woodside gefördert durch The David and Cindy Stanley Fellowship